# São Francisco de Assis em Êxtase (Caravaggio)
São Francisco de Assis em Êxtase (ou O Êxtase de São Francisco) é um pintura do mestre do barroco italiano Michelangelo Merisi da Caravaggio. Encontra-se no Wadsworth Atheneum em Hartford, Connecticut.
A pintura foi a primeira das telas de Caravaggio com tema religioso, e acredita-se que seja de 1595, época em que o artista havia recentemente entrado para a casa do cardeal Francesco Maria Del Monte. Presume-se que foi pintada a mando de Del Monte, e que é uma das primeiras telas feitas por Caravaggio como um "pintor de Del Monte", como, acredita-se, ele intitulou a si mesmo durante os próximos anos em que viveu no Palazzo Madama. A pintura mostra São Francisco de Assis (homônimo do cardeal) no momento de receber os sinais dos estigmas, as feridas deixadas no corpo de Cristo pela crucificação. A história é contada por um dos discípulos de Francisco, Irmão Leo. Em 1224, Francisco retirou-se para o deserto com um pequeno número de seus seguidores para contemplar Deus. Na encosta da montanha, durante a noite, o irmão Leo viu um serafim de seis asas (uma das ordens de anjos mais elevadas) descer até Francisco em resposta à oração do santo para que ele pudesse sentir tanto o sofrimento de Cristo quanto seu amor:
De repente havia uma luz deslumbrante. Era como se os céus estivessem explodindo e espalhando adiante toda sua glória em milhões de cachoeiras de cores e estrelas. E no centro desse turbilhão estava um núcleo de luz ofuscante que brilhava das profundezas do céu com uma velocidade aterrorizante até que subitamente parou, imóvel e sagrada, acima de uma rocha pontiaguda na frente de Francisco. Era uma figura de fogo com asas, pregada a uma cruz de fogo. Duas asas flamejantes erguiam-se à frente, duas outras abriam horizontalmente, e mais duas cobriam a figura. E as feridas nas mãos e nos pés e no coração eram raios de sangue resplandecentes. As características cintilante do Ser tinham uma expressão de beleza sobrenatural e tristeza. Era a face de Jesus, e Jesus falou. Então, de repente correntes de fogo e sangue lançaram-se de Suas feridas e perfuraram as mãos e pés de Francisco com pregos e seu coração com o golpe de uma lança. Conforme Francisco soltou um poderoso grito de alegria e de dor, a imagem de fogo gravou a Si mesma em seu corpo, como um reflexo espelhado de Si, com todo Seu amor, Sua beleza, e Sua tristeza. E desapareceu dentro dele. Outro grito rasgou o ar. Então, com pregos e feridas por todo seu corpo, e com sua alma e espírito em chamas, Francisco caiu, inconsciente, em seu sangue.

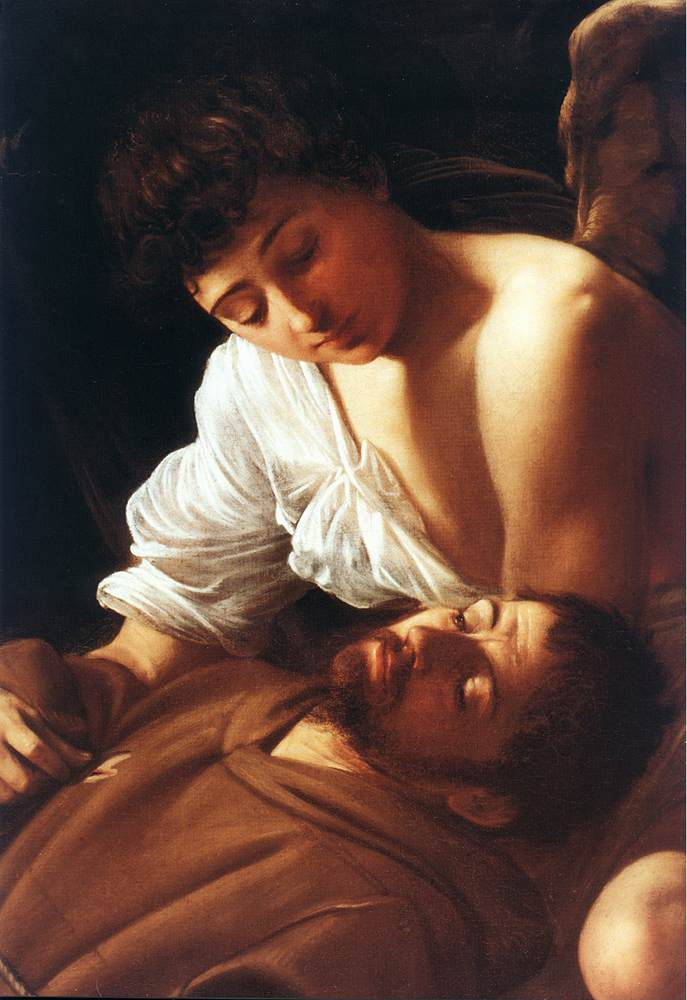
São Francisco de Assis em Êxtase (detalhe).

A pintura de Caravaggio é menos dramática que o relato dado por Leo — o serafim de seis asas é substituído por um anjo de duas asas, e não há nenhum confronto violento descrito por Leo — sem correntes de fogo, sem poças de sangue, sem gritos ou imagens flamejantes de Cristo. Apenas o anjo de aparência suave, parecendo muito maior que o santo inconsciente, e os companheiros de Francisco a média distância, quase invisíveis na escuridão.
Este tem sido um tema popular desde o século XIII: Giotto di Bondone o retratou por volta de 1290, e Giovanni Bellini pintou uma famosa versão por volta de 1480-85. A versão de Caravaggio é muito mais intimista and marca uma mudança brusca de key: o santo, que tem as características de Del Monte, parece deixar-se cair para trás nos braços de um rapaz (que tem uma semelhança marcante com o rapaz em  Rapaz Descascando Fruta e com o Cupido alado na extrema esquerda em Os Músicos, e ainda mais com o rapaz sendo enganado em Os Trapaceiros) vestindo uma manta e adereços de asas. Há muito pouco para indicar o tema além do hábito franciscano do santo — nenhum sinal dos estigmas, do sangue ou do serafim terrível. No entanto, a atmosfera permanece genuinamente espiritual, as duas figuras iluminadas por um esplendor sublime sobrenatural na escura paisagem noturna onde vislumbres estranhos cintilam no horizonte. A cena é, ao mesmo tempo, real e irreal. Del Monte manteve a pintura consigo até o fim de sua vida, e muitas cópias entraram em circulação e foram grandemente valorizadas.